# 盧嗣業
盧嗣業（？—？），祖籍范阳涿县（今河北省涿州市），盧簡求之子、盧汝弼的兄弟。有詩《致孫狀元訴醵罸錢》。

## 生平
乾符五年（公元878年），盧嗣業登進士第，廣明初，盧嗣業為長安尉直昭文館，多次遷升官職後任左拾遺、右補闕。
兩京淪陷後。王鐸徵兵收復兩京，徵闢盧嗣業為都統判官、檢校禮部郎中。

## 子
- 盧文紀，官至尚書中書侍郎、平章事。[4]